# Agostinho Albano da Silveira Pinto
Agostinho Albano da Silveira Pinto (Porto, 17 de julho de 1785 — Águas Santas (Maia), 18 de outubro de 1852) foi um médico, professor, escritor e político, que, entre outras funções de relevo, foi deputado cartista às Cortes, vice-presidente do Tribunal de Contas, membro do Tribunal do Tesouro Público, Ministro e Secretário de Estado dos Negócios da Marinha e Ultramar do 17.º governo da Monarquia Constitucional, em funções de 18 de dezembro de 1847 a 29 de março de 1848. Foi médico da Real Câmara, sócio efectivo da Academia Real das Ciências de Lisboa e sócio do Instituto de Coimbra.

## Biografia
Nasceu no Porto filho de José Xavier da Silveira Pinto, natural de Ceira, bacharel em Medicina, e de sua esposa, Maria Perpétua Pereira da Silveira. Foi irmão de Adrião Acácio da Silveira Pinto, deputado às Cortes e governador de Macau e de Angola, e de Alípio Antero da Silveira Pinto, combatente liberal, juiz da Relação do Porto e depois do Supremo Tribunal.
Ainda muito jovem, Agostinho Albano foi para Lisboa, ao cuidado de um tio materno, onde iniciou a sua educação e onde aprendeu inglês e francês. O falecimento deste seu tio obrigou a que retirasse para Ourém, onde o pai era médico do partido municipal, tendo concluído em Tomar os estudos preparatório para ingresso na Universidade de Coimbra. 
Teve um percurso académico incomum, pois em 1801 matriculou-se em Filosofia e Matemática na Universidade de Coimbra, curso que concluiu em 1804 com a obtenção do grau de bacharel em Filosofia. Nesse mesmo ano de 1804 matriculou-se em Medicina, também na Universidade de Coimbra, iniciando o respetivo curso, ao mesmo tempo que obtinha em 1805 o grau de licenciado em Filosofia e a 26 de maio de 1806 o grau de doutor também em Filosofia (disciplina que ao tempo incluía as ciências exatas).
Apesar das perturbações no funcionamento da Universidade resultantes das invasões francesas e da Guerra Peninsular, durante a qual foi ajudante do Batalhão Académico de 1808 e depois alferes do Regimento de Infantaria n.º 12, no qual participou em algumas batalhas contra os franceses, terminada a guerra obteve o grau de bacharel em Medicina em 1813, concluindo o curso médico em 1814.
Enquanto estudava Medicina, trabalhou na Faculdade de Filosofia como opositor (1806/1807 e 1809/1811), demonstrador de História Natural (1807/1809), substituto extraordinário de Química (1811), substituto extraordinário de Metalurgia (1811/1812), demonstrador de Zoologia (1811/1812), demonstrador de Mineralogia (1811/1814) e demonstrador de Botânica (1812-1814). Foi ainda secretário da Faculdade de Filosofia no ano de 1811.
Após a conclusão do curso de Medicina, fixou-se na cidade do Porto, onde exerceu clínica e fez carreira académica. Entre 1814 e 1828 ensinou língua francesa na Academia Real de Marinha e Comércio da Cidade do Porto, da qual foi nomeado lente por carta régia de 28 de fevereiro de 1815, apesar de lecionar a cadeira desde 1814. No contexto do ensino da língua francesa, publicou em 1815 um manual de gramática francesa, obra que viria a ter várias edições posteriores.
Demonstrando extraordinária plasticidade, por carta régia de 3 de outubro de 1818 foi despachado lente da disciplina de Agricultura daquela academia, cadeira que fora instituída na academia portuense por resolução régia de 16 de setembro de 1818. Regeu aquela disciplina entre 1818 e 1834, especializando-se em matérias agrícolas e de Botânica. 
Mostrando grande empenhamento cívico, neste período presidiu à comissão de reforma e melhoramento das cadeias da comarca do Porto e em 1822 foi candidato, não eleito, a deputado às Cortes do vintismo. Apesar de não ter sido eleito, no contexto da preparação de memorandos a apresentar às Cortes, em 1823 colaborou na elaboração da Memória Estatístico-Histórica sobre a Administração dos Expostos na cidade do Porto
Por decreto de 26 de agosto de 1826 foi nomeado diretor da Real Escola de Cirurgia do Porto, substituído interinamente por José Duarte Salustiano Arnaut por aviso da Secretaria de Estado dos Negócios do Reino de 25 de agosto de 1828. Liberal, foi demitido pelo governo de D. Miguel a 14 de maio de 1829, e forçado a exilar-se para França. Terá sido neste período de exílio que entrou para a Maçonaria, na loja Disciples de St. Vincent de Paul, de Paris, tomando o nome simbólico de Hyperion. Apenas pode regressar ao exercício de funções na Real Escola de Cirurgia do Porto em 1832, após o triunfo liberal no Porto.
Foi diretor da Academia Real de Marinha e Comércio da Cidade do Porto entre 1833 e 1836, lugar para o qual foi nomeado interinamente por decreto de 28 de outubro de 1833 e em definitivo pelo decreto de 6 de dezembro de 1834, sendo exonerado a 19 de outubro de 1836. Na sua atividade como médico, presidiu à Comissão Sanitária do Porto criada para combater a epidemia de cólera que afetou a cidade em 1833, num período em que a cidade estava devastada devido à destruição deixada pelo Cerco do Porto que ocorrera nos anos anteriores, tendo produzido um circunstanciado relatório enviado a D. Pedro IV. Em resultado da sua experiência no combate a esta epidemia deixou uma vasta obra, pioneira em Portugal, sobre a etiologia da colera morbus e as estratégias clínicas então propostas para a combater.
Foi eleito para sócio correspondente da Academia Real das Ciências de Lisboa em 6 de março de 1828 e para académico livre em 29 de novembro de 1837. Manteve assídua e relevante atividade como membro da Academia das Ciências, sendo eleito para sócio substituto de efetivo em 17 de fevereiro de 1842 e para sócio efetivo em 21 de maio de 1845. Exerceu ainda o cargo de diretor da Classe de Ciências Naturais entre 1848 e 1849. Em 1836 foi nomeado como sócio correspondente, e posteriormente como sócio honorário, da Sociedade Farmacêutica Lusitana.
A convite de José Ferreira Borges, o fundador da associação, regeu na Associação Comercial do Porto, entre maio de 1837 e outubro de 1838, um curso pioneiro de Economia Política, sendo considerado um pioneiro no ensino destas matérias.
Cartista moderado, em 1834 foi eleito deputado às Cortes pelo círculo eleitoral do Minho, ingressando na vida política de Lisboa. Manteve-se no parlamento entre 1834 e 1852, com exceção das Cortes Constituintes de 1837-1838. Em Lisboa exerceu diversos cargos de grande relevância política, entre os quais vice-presidente do Tribunal de Contas e membro do Tribunal do Tesouro Público. Foi um deputado muito interventivo, tendo por várias vezes sido escolhido para presidir à Câmara dos Deputados, tendo em 1849 feito um dos discursos de resposta ao discurso do trono. Em 1847 aceitou o cargo de Ministro e Secretário de Estado dos Negócios da Marinha e Ultramar do 17.º governo da Monarquia Constitucional, presidido por João Carlos de Saldanha Oliveira e Daun, o duque de Saldanha, em funções de 18 de dezembro de 1847 a 29 de março de 1848.
No perído em que foi deputado, com a vida passada sobretudo em Lisboa, na proximidade das instituições de decisão política, revelou-se em plenitude a sua faceta de economista político, com especial interesse em matérias relativas a finanças públicas. Dedicou cuidadosa atenção ao estudo da história da dívida pública portuguesa, apresentando minuciosos quadros sobre a sua formação, amortização e pagamento de juros, e alertando para a importância da manutenção do equilíbrio financeiro do Estado.
Escreveu numerosas obras de Ciências Naturais, Medicina, Farmácia, Economia, Política e Finanças, entre as quais se destaca o Código Pharmaceutico lusitano ou tratado de Pharmaconomia, publicado em Coimbra em 1835, então adotado como farmacopeia oficial portuguesa e considerado pela Academia Imperial de Medicina do Rio de Janeiro como Código Pharmaceutico Legal no Imperio do Brasil.
Também foi autor do primeiro texto médico sobre homeopatia publicado em Portugal, intitulado Doutrina Homeopatica, separata da revista Repositório Literário da Sociedade das Sciencias Medicas e de Literatura do Porto, em 1835.
Com Alexandre Herculano participou na Sociedade das Ciências Médicas e da Literatura do Porto, a que presidiu. Fundou, conjuntamente com o seu genro José Pereira Reis, e foi redator principal, a Revista Estrangeira, ou colecção de artigos extraídos dos melhores escritores periódicos estrangeiros, principalmente ingleses e franceses, a qual foi editada nos anos de 1837 e 1838. Quando este periódico cessou publicação, foi continuado pela Revista Litteraria, periodico de litteratura, philosophia, viagens, sciencias e bellas-artes, que se publicou a partir de 1838.
Faleceu na sua quinta de Águas Santas, em 18 de outubro de 1852. Deixou prontos para edição dois volumes da História Financeira de Portugal desde o tempo do Conde D. Henrique até ao nosso, obra que não teve edição póstuma.
Para além de uma intensa atividade política e cívica, a personalidade multifacetada do Dr. Agostinho Albano da Silveira Pinto contribuiu significativamente para campos tão diversificados como a Economia Política e a Farmácia. Não obstante ter dedicado a fase final da sua vida às questões de economia política e de fiscalidade, matérias de grande relevo para as orientações e decisões públicas em assuntos relacionados com a estrutura financeira do Estado e dos processos de endividamento interno e externo, o nome de Agostinho Albano da Silveira Pinto fica gravado na história da ciência em Portugal pelo modo como, ao longo das sua carreira, pugnou pelo cultivo da ciência e pela demonstração da utilidade do conhecimento científico nas suas diversas aplicações, com destaque para os domínios da medicina, da farmácia e da economia política.
Foi médico da Real Câmara (1827), sócio efetivo da Academia Real das Ciências de Lisboa, comendador da Ordem de Nossa Senhora da Conceição de Vila Viçosa (1845) e membro da Maçonaria, com o nome simbólico de Hyperion. Casou com Maria da Piedade Pereira, com quem teve duas filhas e dois filhos, entre os quais Antero Albano da Silveira Pinto, médico e político, proprietário do palacete romântico de São Paio, na Afurada, na marginal de Vila Nova de Gaia.

## Obras
Silveira Pinto é autor de múltiplos artigos em revistas e de várias monografias, entre as quais:
- Novos elementos de gramática francesa- Extrahidos das grammaticas mais celebres, e acreditadas em França, como Levisac, Sicard, L'Homond, &c. Lisboa, Impressão Régia, 1815 (com reedições).
- Primeiras linhas de chimica e botânica, coordenadas para uso dos alunos que frequentarem a aula d’agricultura na Real Academia de Marinha e Comércio da Cidade do Porto. Porto, Typ. da Viuva Alvarez Ribeiro e Filhos, 1827.
- Noções sobre a cholera-morbus indiana extrahidas principalmente da obra de James Kennedy e d’outros coordinadas pelo Dr. Agostinho Albano da Silveira Pinto. Lisboa: Na Impressão Regia, 1832.
- Conclusões práticas ou aforismos deduzidos da observação sobre a Colera-Morbus. Porto, 1833;
- Direcção para o curativo da cholera-morbus no primeiro periodo, ou de invasão, a fim de embaraçar o seu andamento para o segundo periodo ou de cholera confirmada. Lisboa : na Typographia da Academia Real das Sciencias, 1833.
- Exposição particular sobre a colera-morbus e descobrimento original da sua causa natural. Com declaração do modo de a evitar, e indicação de hum particular anti-colérico, para a curar nos que conhecerem, que tem dado motivo à causa natural de ser gerada em seus corpos, e a de ser promovida. Lisboa: Na Imprensa Regia, 1832.
- Instrucção popular àcerca da enfermidade chamada cholera-morbus ou uteis providencias contra essa molestia publicadas pela commisão central de saude publica de Paris creada pelo Governo e composta dos senhores Pariset, Esquirol, Desgenettes, Leroux, Juge, Chevallier, Legrand, et Marc. Lisboa : Na Impressão Regia, 1832 (teve segunda edição correcta, e augmentada com hum Supplemento saída em Lisboa, na Impressão Regia em 1832 e outra em Coimbra, na Real Imprensa da Universidade em 1833).
- Manual da cholera-morbus n.° 3. O qual contém o resumo do tratado da cholera-morbus observada na epidemia de Paris de 1832 por Mr. Broussais, Professor da Faculdade de Medicina de Paris. Lisboa : Na Impressão Regia, 1833.
- Memoria sobre a cholera-morbus epidemica offerecida á Real Escola de Cirurgia da cidade do Porto por hum seu antigo alumno
- Resumo de Pathologia Geral
- Tratado da origem dos humores viscosos, seus effeitos, e das desordens que elles produzem na economia animal
- Codigo pharmaceutico lusitano, ou Tratado de pharmaconomia, no qual s'explicão as regras e preceitos com que se escolhem, conservão e prepárão os medicamentos, e se appresentão as virtudes, usos e dóses das fórmulas pharmaceuticas. Coimbra : na Imprensa da Universidade, 1835 (com várias reedições, incluindo um 3.ª edição aumentada aparecida no Porto em 1842).
- Farmacografia do Código Farmacêutico Lusitano. (s.l.), 1836.
- Discurso pronunciado na inauguração da cadeira de economia política instituída pela Associação Comercial do Porto no dia 30 de maio de 1837. Porto, 1837.
- Prelecções Preliminares ao Curso D’Economia Política da Eschola D’Associação Comercial do Porto proferidas nos mezes de Junho e Julho pelo Professor da mesma Eschola O Conselheiro Agostinho Albano da Silveira Pinto publicadas pela Associação Comercial da mesma Cidade. Porto, Typographia Comercial Portuense, 1838.
- A divida pública portuguesa, sua história progressos e estado actual. Lisboa, 1839.
- Exame da questão sobre a livre navegação do rio Douro. Porto, Typographia Comercial, 1840
- Exame crítico das causas próximas da actual situação financeira (Agosto 1843). Lisboa, Imp. Nacional, 1843.
- Exposição synoptica do systema geral da fazenda publica em Portugal. Lisboa, Imprensa Nacional, 1847.